# Elasmus steffani
Elasmus steffani är en stekelart som beskrevs av Gennaro Viggiani 1967. Elasmus steffani ingår i släktet Elasmus och familjen finglanssteklar. Inga underarter finns listade i Catalogue of Life.